# Tenebra (film)
Tenebra è un film del 2022 diretto da Anto. Il lungometraggio è liberamente tratto dal romanzo Il primo uomo su Marta di Giuliano Fiocco.

## Produzione
Il film è stato girato prevalentemente in provincia di Lecce.

## Colonna sonora
La colonna sonora è stata composta da Franco Eco e prodotta e distribuita da Skené. Nel film è presente anche la canzone “Solo tu puoi decidere”, scritta appositamente per la pellicola da Raffaele Andrea Viscuso (testo e musica) ed interpretata da Giovanna D’Angi.

## Distribuzione
Il film è stato distribuito nelle sale cinematografiche italiane dal 30 giugno 2022.